# زاوية منعكسة
الزاوية المُنعكسة هي زاوية أكبر من {\displaystyle 180^{\circ }} وأقل من {\displaystyle 360^{\circ }}، بتعبيرً آخر، هي زاوية تقع في الربع الثالث أو الرابع من المحور الإحداثي الديكارتي. ويُمكن تعريفها أيضاً على أنها الجزء الآخر من الزاوية المنفرجة الذي يصنع معها دورة كاملة {\displaystyle 360^{\circ }}.

## خصائص
- مجموع قياسات الزوايا المنعكسة لأي مثلث مساوٍ ل{\displaystyle 900^{\circ }}.
- مجموع قياسات الزوايا المنعكسة لأي مضلع ذو {\displaystyle n}ضلع مساوٍ ل{\displaystyle 180n^{\circ }+360^{\circ }}.

## في الهندسة الرياضية
- قياس القوس الأكبر في دائرة ما هو زاوية منعكسة.